# 南緯30度線
南緯30度線（なんい30どせん）は、地球の赤道面より南に地理緯度にして30度の角度を成す緯線。大西洋、南部アフリカ、インド洋、オーストララシア、太平洋、南アメリカを通過する。
この緯度の下では、夏至点時の可照時間は14時間5分であり、冬至点時の可照時間は10時間13分である。また、太陽の南中高度は夏至点時で83.83度で、冬至点時は36.17度である。

## 通過する地域一覧
南緯30度線は、本初子午線から東に向かって以下の場所を通っている。
| 地理座標                                               | 国土・領土・領海 | 備考 |
| ------------------------------------------------------ | ---------------- | --- |
| 南緯30度0分 東経0度0分 / 南緯30.000度 東経0.000度      | 大西洋           | |
| 南緯30度0分 東経17度9分 / 南緯30.000度 東経17.150度    | 南アフリカ共和国 | 北ケープ州 フリーステイト州                                                                                  |
| 南緯30度0分 東経27度14分 / 南緯30.000度 東経27.233度   | レソト           | |
| 南緯30度0分 東経29度1分 / 南緯30.000度 東経29.017度    | 南アフリカ共和国 | クワズール・ナタール州 - ダーバンのちょうど南を通過。                                                        |
| 南緯30度0分 東経30度57分 / 南緯30.000度 東経30.950度   | インド洋         | |
| 南緯30度0分 東経114度57分 / 南緯30.000度 東経114.950度 | オーストラリア   | 西オーストラリア州 南オーストラリア州 ニューサウスウェールズ州                                               |
| 南緯30度0分 東経153度13分 / 南緯30.000度 東経153.217度 | 太平洋           | ケルマディック諸島の島々の間を通過。                                                                         |
| 南緯30度0分 西経71度24分 / 南緯30.000度 西経71.400度   | チリ             | コキンボ州                                                                                                   |
| 南緯30度0分 西経69度55分 / 南緯30.000度 西経69.917度   | アルゼンチン     | サンフアン州 ラ・リオハ州 カタマルカ州 コルドバ州 サンティアゴ・デル・エステロ州 サンタフェ州 コリエンテス州 |
| 南緯30度0分 西経57度20分 / 南緯30.000度 西経57.333度   | ブラジル         | リオグランデ・ド・スル州 - ポルト・アレグレ市を貫通する。                                                    |
| 南緯30度0分 西経50度7分 / 南緯30.000度 西経50.117度    | 大西洋           | |